# VI когорта астуров
VI когорта астуров (лат. Cohors VI Asturum) — вспомогательное подразделение армии Древнего Рима, относящееся к типу cohors quinquagenaria peditata.
Когорта была сформирована в I веке из живших в Испании астуров. Документально подтверждено, что она дислоцировалась в провинции Нижняя Германия в 70 году во время Батавского восстания. Известно имя одного из префектов (командиров) VI когорты астуров: Помпей Фавентин. Больше о ней ничего неизвестно.